# Alan Sosa
Alan Alejandro Sosa (La Plata, 5 maggio 2003) è un calciatore argentino, attaccante del Gimnasia (LP).

## Caratteristiche tecniche
Gioca come ala sinistra.

## Carriera
Alan Sosa è cresciuto nel Gimnasia (LP) con cui ha firmato il suo primo contratto professionistico il 25 gennaio 2023. Ha esordito in prima squadra sei giorni dopo nell'incontro di Primera División perso 3-1 contro il Vélez Sarsfield.
Nel gennaio del 2024 è stato ceduto in prestito per una stagione all'Aldosivi ed il 7 aprile ha segnato il suo primo gol in carriera nel pareggio per 2-2 contro il Gimnasia (S).

## Statistiche

### Presenze e reti nei club
Statistiche aggiornate all'11 aprile 2024.
| Stagione        | Squadra         | Campionato      | Campionato | Campionato | Coppe nazionali | Coppe nazionali | Coppe nazionali | Coppe continentali | Coppe continentali | Coppe continentali | Altre coppe | Altre coppe | Altre coppe | Totale | Totale | Totale |
| Stagione        | Squadra         | Comp            | Pres       | Reti       | Comp            | Pres            | Reti            | Comp               | Pres               | Reti               | Comp        | Pres        | Reti        | Pres   | Reti   |        |
| --------------- | --------------- | --------------- | ---------- | ---------- | --------------- | --------------- | --------------- | ------------------ | ------------------ | ------------------ | ----------- | ----------- | ----------- | ------ | ------ | ------ |
| 2023            | Gimnasia (LP)   | PD              | 12         | 0          | CA+CdL          | 1+0             | 0               | CS                 | 2                  | 0                  |             | -           | -           | 15     | 0      |        |
| 2024            | Aldosivi        | PBN             | 6          | 1          | CA              | 0               | 0               |                    | -                  | -                  |             | -           | -           | 6      | 1      |        |
| Totale carriera | Totale carriera | Totale carriera | 18         | 1          |                 | 1               | 0               |                    | 2                  | 0                  |             | -           | -           | 21     | 1      |        |

## Palmarès

### Competizioni nazionali
- Primera B Nacional: 1

Aldosivi: 2024